# جنگ دوم هند و پاکستان
جنگ دوم هند و پاکستان، اوج درگیری هند و پاکستان بود که بین آوریل تا سپتامبر ۱۹۶۵ اتفاق افتاد. این درگیری پس از عملیات جبل‌الطارق پاکستان، که برای نفوذ نیروها به جامو و کشمیر برای ایجاد شورش علیه حکومت هند طراحی شده بود، آغاز شد. هند با شروع حمله نظامی گسترده به پاکستان غربی مقابله به مثل کرد. جنگ هفده روزه باعث ایجاد هزاران تلفات در هر دو طرف شد و شاهد بزرگ‌ترین درگیری خودروهای زرهی و بزرگ‌ترین نبرد تانک پس از جنگ جهانی دوم بود. پس از اعلام آتش‌بس از طریق قطعنامه ۲۱۱ شورای امنیت پس از مداخله دیپلماتیک اتحاد جماهیر شوروی و ایالات متحده آمریکا و صدور اعلامیه تاشکند، خصومت بین دو کشور پایان یافت. بیشتر جنگ توسط نیروهای زمینی این کشورها در کشمیر و در امتداد مرز هند و پاکستان انجام شد. این جنگ بیشترین جمع‌آوری نیرو را در کشمیر از زمان چندپارگی هند در سال ۱۹۴۷ شاهد بود، تعدادی که فقط در جریان درگیری‌های نظامی ۲۰۰۱–۲۰۰۲ بین هند و پاکستان تحت الشعاع قرار گرفتند. بیشتر نبردها توسط نیروهای پیاده‌نظام و یگان‌های زرهی مخالف، با پشتوانه قابل توجه نیروهای هوایی و عملیات دریایی انجام می‌شد.

## نقش ایران
تیمسار حسن طوفانیان در مصاحبه با پروژه تاریخ شفاهی ایران به کمک شاه به پاکستان اشاره می کند:
 شاه مرا احضار کرد و گفت: «طوفانیان فوراً سوار هواپیما شو برو قرارگاه جنگی پاکستان و به پاکستان هر کمکی میتوانی بکن»
این دستور باعث می شود حداقل ۹۰ هواپیما و یک زیردریایی به صورت مخفیانه برای کمک به پاکستان اعزام شود.